# Ощепков Олексій Вікторович
Олексі́й Ві́кторович Още́пков (30 серпня 1974, Київ — 4 вересня 2014, Дмитрівка) — старший лейтенант Збройних сил України, учасник російсько-української війни.

## Життєпис
Народився 1974 року в місті Київ. Закінчив 8 класів школи № 154, 1991 року — Київське суворовське військове училище. 1991 року вступив у Київське вище загальнокомандне училище, поновився вже в Київському інституті сухопутних військ. Закінчив 1999 року після переведення Харківський інститут танкових військ з червоним дипломом.
Почав службу командиром взводу роти охорони батальйону охорони, 101-ша окрема бригада охорони Міністерства оборони України, звільнився зі служби у 2001 році. Працював менеджером у приватному секторі, останнє місце праці — менеджер з логістики ТОВ «Мультиелектронік».
У часі війни — старший лейтенант 12-го батальйону територіальної оборони, відділення спеціального призначення.
Загинув у ніч проти 4 вересня близько 2-ї години — від осколкового ураження під час обстрілу з РСЗВ «Смерч» поблизу села Дмитрівка Новоайдарського району Луганської області; снаряд влучив у танк. За словами очевидців, обстріл вівся з території РФ.
Більша частина особового складу була відведена з табору напередодні. Загинули двоє бійців батальйону, понад 20 дістали поранення, знищена техніка, що залишилась. Тоді загинули Олексій Ощепков та солдат 12-го батальйону Олег Задоянчук, вояки 1-ї танкової бригади старший сержант Олександр Шик, старший солдат Сергій Безгубченко та солдат Юрій Хуторний.
Залишились батьки, сестри Катерина й Тетяна, дружина Оксана та троє доньок (1998 р.н., 2008 р.н., 2014 р.н.)
Похований у Києві на Берковецькому кладовищі.

## Нагороди та вшанування
- За особисту мужність і високий професіоналізм, виявлені у захисті державного суверенітету та територіальної цілісності України нагороджений орденом Богдана Хмельницького III ступеня (14.03.2015, посмертно)[1].
- 18 березня 2019 року у Київському військовому ліцеї імені Івана Богуна відбулося урочисте відкриття меморіальної дошки на честь випускника ліцею Олексія Ощепкова[2].
- Його портрет розміщений на меморіалі «Стіна пам'яті полеглих за Україну» у Києві: секція 4, ряд 8, місце 11
- Вшановується в меморіальному комплексі «Зала пам'яті», в щоденному ранковому церемоніалі 4 вересня[3]